# オールデン
オールデン（英:Alden）は、1884年に設立されたアメリカ合衆国マサチューセッツ州ミドルボローに拠点を置く革靴ブランドである。主にオックスフォード、ブリュッヒャー、ローファー、チャッカブーツなどの手作りのメンズレザーブーツとドレスシューズを展開している。
19世紀、マサチューセッツ州には数百人の靴職人が存在し、マッケイ製法やグッドイヤーウェルト製法などの機械製法が開発された。南北戦争では、多くの軍靴が発注され、その供給元として大きく発展した。オールデンはマサチューセッツ州に残る数少ない工場の1つである。伝統的な家族経営のブランドとして有名であるが、1906年時点では、ボーイズシューズでビジネスを成立させていた。当初は、ボストン近くのアービントンに所在した。
1920年代には、紳士向けドレスシューズを開発しており、業態を広げていたことがわかる。1931年に創業者のチャールズ・H・オールデンが引退。世界恐慌のもとでの市場の変化から、同じマサチューセッツ州ブロックトンにあるオールド・コロニー社の傘下に入った。
また、名モデル990プレーントゥは1930年代に開発され、1957年代にはブルックス・ブラザーズでタッセルローファーが定番モデルとして取り扱われるようになったとされる。オーソペディックシューズとしての要素が強い（矯正靴）モディファイドラストは、1963年に販売され、オールドコロニー社のもとで技術が蓄積されたと考えられる。
その後、1970年代に現在の本社があるミドルボローに移転。
1984年には、創業100周年を迎えている。当時のカタログの記述の分析から、旧型ロゴから現行ロゴへの変更は1984頃に行われたことがわかっている
工場にいる同社の約100人の労働者の多くは、第2世代、第3世代であり、主にヨーロッパとアメリカ合衆国の小さな皮なめし工場から革を調達している。シェルコードバンはホーウィーン社提供の皮革から来ている。